# 원삼면
원삼면(遠三面)은 대한민국 경기도 용인시 처인구의 면이다. 넓이는 60.23km2이고, 인구는 2019년 2월말 기준으로 8,030명이다.

## 연혁
- 죽산군에 속함
- 1914년 : 죽산군 원일면의 9개 동리, 근삼면 석곡리의 일부지역, 양지군 목악면의 6개 동리, 양지군 주서면의 광곡리를 합쳐 원삼면이라고 칭함
- 1973년 7월 1일 : 가좌리가 외사면으로 편입됨[1]

## 인구

### 인구 구성

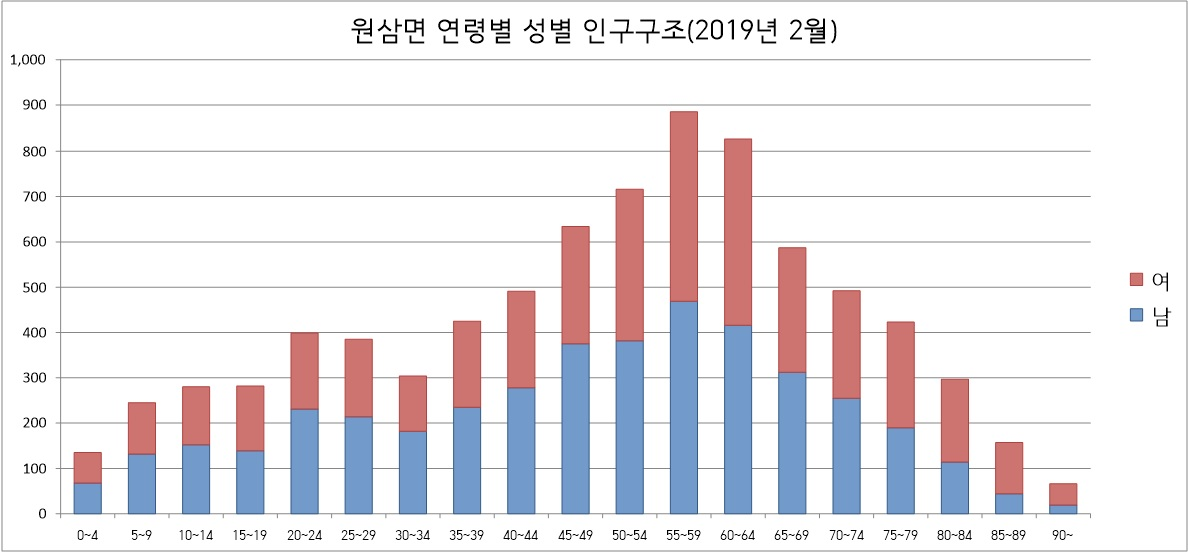
원삼면 성별 연령별 인구 구조

원삼면의 인구는 8,030명(2019년 2월 28일 기준,
내국인)으로 용인시 전체 인구의 0.8%를 차지한다.
남자는 4,207명, 여자는 3,823명이며 외국인은 636명이다. 그 중 유소년(15세 미만) 인구 비율은 8.2%이고 노년(65세 이상) 인구 비율은 25.2%이다. 원삼면의 인구구조는 농촌의 특징이 나타나서 유소년 인구 비율은 용인시(16.1%)의 절반 정도이며 노인 인구 비율은 용인시 전체(12.2%)의 2배가 넘는다.

## 행정 구역
본래 죽산군에 속해 있던 지역으로 가좌·창동·두촌·분촌·문촌·승죽·능촌·독촌·야광 등의 9개 동리를 관할하고 있다가 1914년 행정 구역을 통폐합하면서 죽산군 원일면의 9개 동리, 근삼면 석곡리의 일부 지역, 양지군 목악면의 6개 동리, 양지군 주서면의 광곡리를 합쳐서 고당리·사암리·좌항리·맹리·미평리·가재월리·두창리·독성리·죽능리·목신리·학일리·문촌리의 12개 리를 관할하게 되었다.
| 법정리   | 한자명   | 행정리                                                        |
| -------- | -------- | ------------------------------------------------------------- |
| 가재월리 | 加在月里 | 가재월리                                                      |
| 고당리   | 高塘里   | 고당1리, 고당2리, 고당3리                                     |
| 독성리   | 篤城里   | 독성1리, 독성2리, 독성3리                                     |
| 두창리   | 杜倉里   | 두창1리, 두창2리, 두창3리, 두창4리, 두창5리, 두창6리, 두창7리 |
| 맹리     | 孟里     | 맹1리, 맹2리, 맹3리, 맹4리                                    |
| 목신리   | 木新里   | 목신1리, 목신2리, 목신3리, 목신4리                            |
| 문촌리   | 文村里   | 문촌1리, 문촌2리                                              |
| 미평리   | 彌坪里   | 미평1리, 미평2리                                              |
| 사암리   | 沙岩里   | 사암1리, 사암2리, 사암3리, 사암4리, 사암5리, 사암6리, 사암7리 |
| 좌항리   | 佐恒里   | 좌항1리, 좌항2리, 좌항3리, 좌항4리                            |
| 죽능리   | 竹陵里   | 죽능1리, 죽능2리, 죽능3리, 죽능4리, 죽능5리, 죽능6리          |
| 학일리   | 學日里   | 학일1리, 학일2리                                              |